# Belosem
Belosem (bulgarisch Белозем, wörtlich „Weiße Erde“; englische Transkription Belozem) ist ein Dorf (Selo) in der Gemeinde Rakowski in der Oblast Plowdiw in Bulgarien mit 4091 Einwohnern (2008). 
Der Ort liegt circa 25 km östlich von Plowdiw und 10 km südöstlich der Stadt Rakowski. 
Belosem ist seit 2005 Europäisches Storchendorf. Im Jahr 2004 wurden 25, 2005 23 Brutpaare gezählt, die auf den Überschwemmungsflächen der Mariza Nahrung finden. Mit 14 Paaren als Brutort besonders beliebt ist die Schule des Ortes.